# 鉄道親子
鉄道親子（てつどうおやこ）は、桂梅團治 (4代目)による新作落語の演目。

## あらすじ
大学受験を控えた大事な時期に息子の鉄道（てつみち）がどこかに行ってしまった。妻に訊くと2 - 3日かけて『恋人の貴婦人』に会いに行ったというではないか。「写真どころか女にまで手を出して!」と父親は息巻くが、続きを訊くとそれは蒸気機関車のことであった。
息子を連れ戻すべく父は蒸気機関車の走る撮影現場へ向かおうとするが、父親と息子の好みが似ていることを知っている妻は「ミイラとりがミイラになるようなもの。」と止めにかかる。
妻の制止を振り切り撮影現場に到着するも息子は見つからず、間もなくSLが牽引する列車の通過する時間となってしまい…。「煙、煙ってそないに煙が好きやったらみんな消防士にでもなればエエ」とさんざん撮影している人をバカにしていた父親が、いざ本物を見るとSLのまるで生き物のような様に虜になってしまい息子を見つけるも結局一人でそのまま帰る。
帰ってからの父親は息子以上に蒸気機関車の撮影に没頭する形となってしまい仕事のある日でも不幸があったと言って撮影に出かける有様。撮影に一区切りをつけて今は受験勉強に没頭している息子までそそのかす父親に妻は「あの子絶対あんたの血引いてるわ」、そして父「血引いてる?わしうちに線路引きたい」という落ちとなる。